# Горења Вас (Горења Вас-Пољане)
Горења Вас (словен. Gorenja vas) је градић и управно средиште општине Горења Вас - Пољане, која припада Горењској регији у Републици Словенији.
По попису становништва из 2011. године, насеље Горења Вас имало је 1.192 становника.